# Moses Zewi
Moses Zewi (tidigare Hirschowitsch), född officiellt 1 mars 1909, de facto 4 augusti 1908 i Mena, Ukraina, död 13 maj 2002 i Åbo, var en finländsk läkare.
Zewi invandrade 1921 med sin mor för att förena sig med sin far i Åbo. Han blev medicine licentiat vid Helsingfors universitet 1937 och ville specialisera sig på ögonsjukdomar, men mötte motstånd på grund av sin judiska härkomst. Han mottogs dock av Ragnar Granits forskargrupp på fysiologiska institutionen och publicerade arbeten över synpigmentet rodopsin, på vilket tema han disputerade för doktorsgraden 1939.
Under andra världskriget tjänstgjorde Zewi vid krigssjukhus och som bataljonsläkare, avancerade till sanitetskapten och dekorerades med Frihetskorset av 4 klass. Efter kriget lyckades han specialisera sig på ögonsjukdomar vid Åbo universitetssjukhus, där han 1951–1961 var biträdande överläkare. Härkomsten lade fortfarande hinder i vägen, någon permanent tjänst fick han inte, och docent blev han först 1956. Han publicerade värdefulla rön inom oftalmologin och rapporterade det första fallet i Norden av fosterskada åstadkommen av röda hundvirus. Ett senkommet erkännande emottog han 1982 i form av riddartecknet av 1 klass av Finlands Vita Ros’ orden.